# 綠美橋
23°54′50″N 120°41′38″E / 23.914°N 120.694°E
綠美橋是台灣南投縣境內一座多目標鋼拱景觀吊橋，總長280公尺。位於中興新村往南投市的軍功橋右側，地處於南投市軍功里，橫跨貓羅溪。
綠美橋命名的由來，是源自於鄰近橋的平和國小學生投票而來，當年有羽美橋、綠美橋、虹美橋、彩虹橋選項，經全校學生票選，因綠水（貓羅溪）相伴，故綠美橋名字沿用至今。
綠美橋建於民國86年（1997年），中間設有機車道，兩側有行人賞景步道可眺望貓羅溪畔景緻，橋頭有牧童騎牛公共藝術，象徵「走過從前，迎向未來」。夜間橋上燈火通明光彩奪目。